# A „kicsi világ” kísérlet

A kicsi világ vagy „hét kézfogás” szabály

Stanley Milgram a „kicsi világ” kísérletével arra a kérdésre kívánt választ kapni, hogy két véletlenszerűen kiválasztott ember vajon ismeri-e egymást. A vizsgálat elején véletlenszerűen választottak ki egyéneket az Amerikai Egyesült Államok középső és nyugati részéről. Kiindulópontként a Nebraska állambeli Omahát és a Kansas állambeli Wichitát választották. Végpontul a Massachusetts állambeli Bostont jelölték ki. E két területre azért esett a választás, mert mind földrajzilag, mind pedig társadalmilag nagy távolságot mutatnak az USA-n belül.
Omahai vagy wichitai egyéneknek véletlenszerűen küldtek úgynevezett információs csomagokat, mely tanulmányokkal kapcsolatos leveleket tartalmazott, alapvető információkat a Bostonban élő célszemélyről, továbbá egy névsort, amelyre ráírhatták saját nevüket, valamint válaszborítékokat, a Harvardnak előre megcímezve. Miután az egyének visszajelezték a kísérletben való részvételi szándékukat, megkérdezték őket, hogy személyesen ismerik-e a személyt, akiről a levél szól. Ha igen, a személyt megkérték, hogy továbbítsa a levelet az adott személynek. A tanulmány feltételezte, hogy a személyes ismeretség az, mikor az egyént keresztnév alapján képes beazonosítani. A legtöbb esetben, mikor az egyén nem ismerte személyesen a célszemélyt, az embereket arra kérték, hogy gondoljanak rokonokra, barátokra, akiket személyesen ismernek, és akik nagy valószínűséggel ismerik a célszemélyt. Ezt követően azt az utasítást kapták, hogy írják fel a nevüket a listára, majd küldjék tovább annak a személynek, akit ismernek. Ezalatt egy levelet továbbítottak a Harvard kutatóihoz is, hogy tudják követni a folyamat előrehaladását. Mikor a csomag végül elérte a célszemélyt Bostonban, a kutatók a lista alapján meg tudták számolni, hogy hányszor vándorolt a küldemény emberről emberre. Abban az esetben, mikor a csomag nem érte el a célállomást, a közben beérkező levelek informálták a kutatókat a töréspontról, ahol megakadt a folyamat.
A kísérlet során előfordult, hogy a csomag egy vagy két emberen keresztül jutott célba, viszont előfordult olyan eset is, hogy kilenc-tíz állomáson keresztül érkezett meg. Jelentős probléma volt, hogy az emberek gyakran nem küldték tovább a levelet. 296 levélből 232 soha nem ért célba. A küldeményt továbbító láncban átlagban 5-7 személy elegendő volt ahhoz, hogy a csomagok Bostonba érjenek. Milgram megjegyezte, hogy otthonában, Sharon-ban 160 levelet kézbesítettek ki, melyből 24 ért célba. Ebből 16-ot ugyanaz a „Mr. Jacob” ruhakereskedő küldött tovább.
A kutatók azért alkalmazták a válaszborítékos megoldást, hogy kvalitatívan tudják ellenőrizni a kialakított mesterséges lánc működési módját. Természetesen a földrajzilag közel elhelyezkedő területek között a csomag hamar célba ért. Megfigyelték, hogy az emberek nagyobb arányban a lakóhelyükhöz közel eső egyénnek küldték tovább a levelet. Milgram kísérletét számos kritika érte, és a mai napig vita tárgyát képezi.